# Californie... en avant !
Pour les articles homonymes, voir California Straight Ahead.
Pour plus de détails, voir Fiche technique et Distribution.
Californie... en avant ! (California Straight Ahead!) est un film américain réalisé par Arthur Lubin, sorti en 1937.

## Synopsis
Une compétition entre compagnies de transport par camions et par train va être exacerbée lorsqu'il va s'agir de transporter des pièces d'avion en Californie à temps pour embarquer pour le Japon.

## Fiche technique
- Titre original : California Straight Ahead!
- Titre français : Californie... en avant !
- Réalisation : Arthur Lubin
- Scénario : Scott Darling
- Direction artistique : E. R. Hickson
- Photographie : Harry Neumann
- Son : Homer G. Tasker
- Montage : Charles Craft, Erma Horsley
- Production : Trem Carr
- Production associée : Paul Malvern
- Société de production : Universal Pictures
- Société de distribution : Universal Pictures
- Pays de production :  États-Unis
- Langue originale : anglais
- Format : noir et blanc — 35 mm — 1,37:1 — son Mono (Western Electric Noiseless Recording)
- Genre : drame
- Durée : 67 minutes
- Dates de sortie : 
  - États-Unis : 16 avril 1937
  - France : 9 février 1938

## Distribution

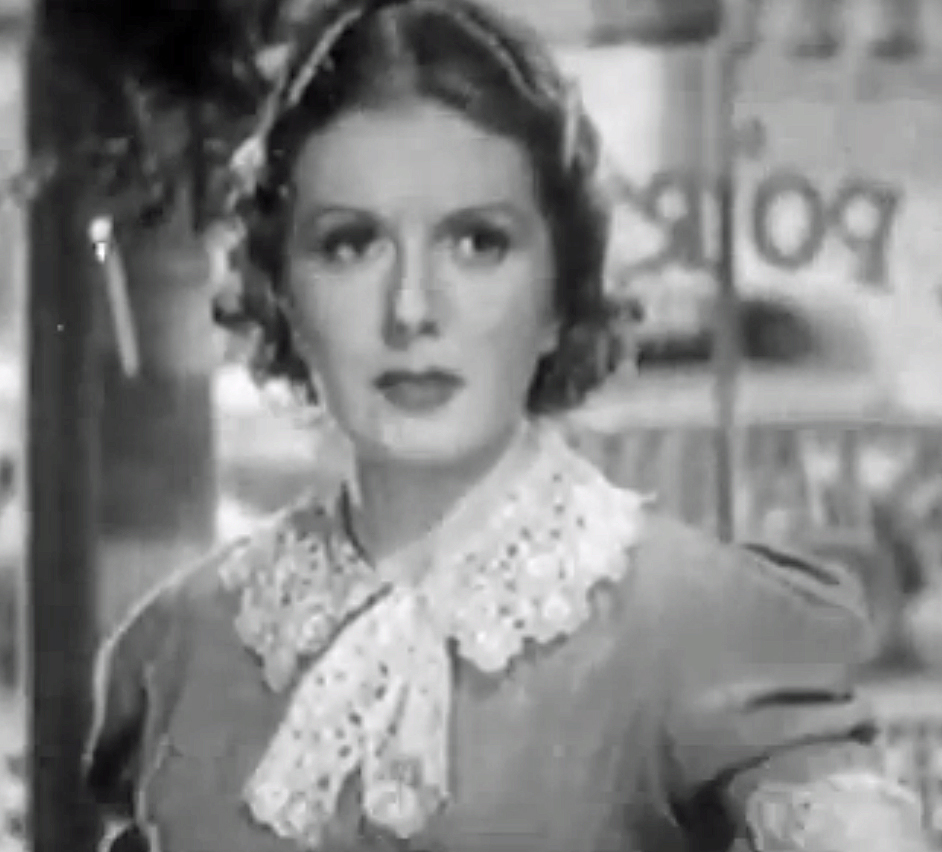
Louise Latimer dans le film.

- John Wayne : William "Biff" Smith
- Louise Latimer (en) : Mary Porter
- Robert McWade : Corrigan
- Theodore von Eltz : James Gifford
- Tully Marshall : Harrison
- Emerson Treacy (en) : Charlie Porter
- Harry Allen : "Fish" McCorkle
- LeRoy Mason : Padula
- Grace Goodall : Mme Porter
- Olaf Hytten : Huggins
- Monte Vandergrift : Clancy
- Lorin Raker : une secrétaire